# Isabel (cráter)
Isabel es un pequeño cráter de impacto situado en la cara visible de la Luna, al noreste del cráter Diophantus. Vecinos inmediatos del cráter, además de Diophantus en el sur, son los pequeños cráteres Louise y Samir en el norte-noroeste;  y Walter en el suroeste. En el noroeste también aparecen la Rima Diophantus, el Mons Delisle y el cráter Delisle.

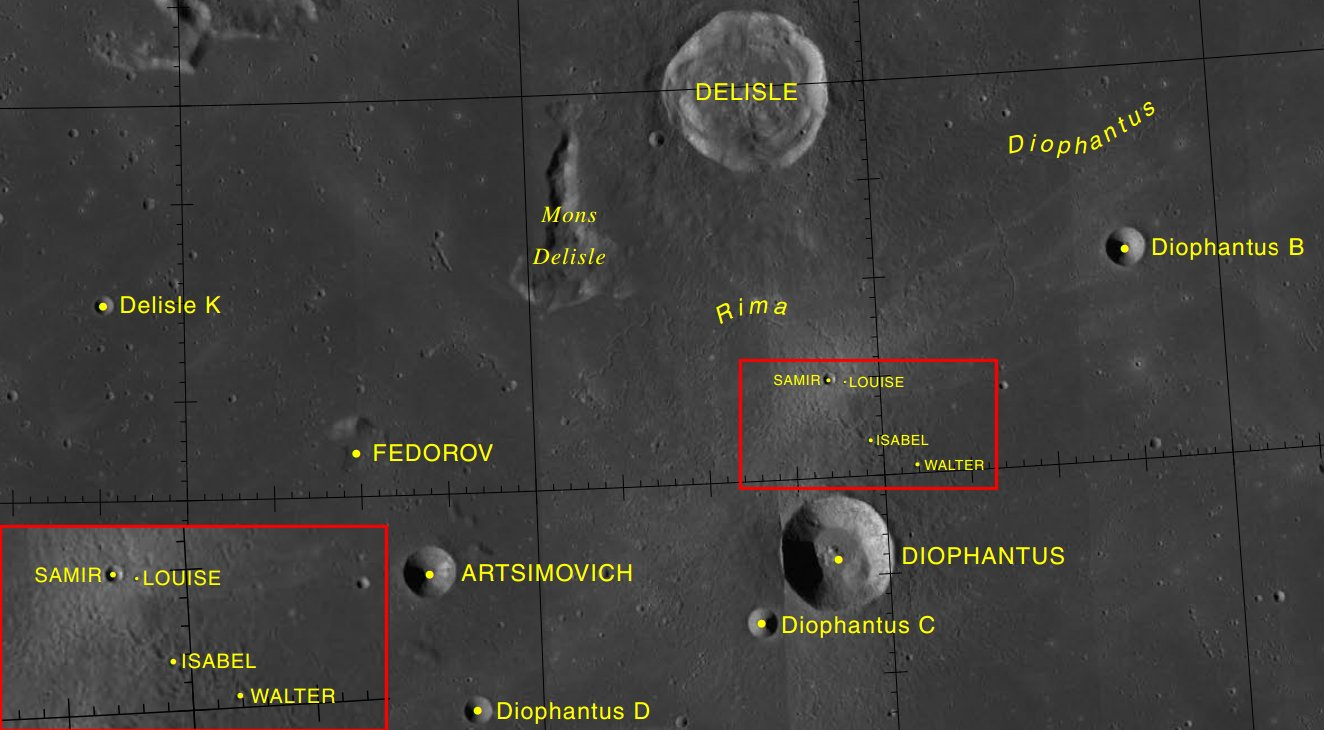
Detalle (ampliación del recuadro en la esquina inferior izquierda). Imagen LRO

El cráter es una pequeña depresión superficial del terreno, caracterizada por su forma irregular y la reducida nitidez de su contorno.
El origen de la denominación es una anotación inicialmente no oficial en la página 39B2 / S1 de la serie de planos del Lunar Topophotomap de la NASA. El nombre fue aprobado por la UAI en 1976.